# Carle Vernet
Antoine-Charles-Joseph Vernet, más conocido como Carle Vernet (Burdeos, 14 de agosto de 1758–París, 27 de noviembre de 1836) fue un pintor y grabador francés. 

## Biografía
Era hijo del pintor Claude Joseph Vernet y de Virgine Parker. Estudió con su padre y con Nicolas-Bernard Lépicié. Ganó el Premio de Roma y, entre 1782 y 1783, fue becario en el palacio Mancini. En 1789, gracias a su obra Triunfo de Paul Émile, fue agregado en la Academia Real de París, donde expuso regularmente. Sus primera especialidad fueron los cuadros de caza, de caballos y retratos ecuestres: El duque de Orleans (1788, Museo Condé, Chantilly), El duque de Chartres (1788, Historical Society, Nueva York).
Durante el reinado de Napoleón Bonaparte realizó grandes cuadros de batallas, como La batalla de Marengo y Mañana en Austerlitz (1808), o el Bombardeo de Madrid y la Toma de Pamplona (1824), todos ellos en el palacio de Versalles. Tras la restauración borbónica fue pintor de cámara de Luis XVIII, para el que realizó sobre todo cuadros de caza y carreras: Carrera de los barbos (1826, Museo de Aviñón), Caza del gamo el día de san Huberto, en 1818, en los bosques de Meudon (1827, Museo del Louvre, París).
Su hijo Horace Vernet fue también pintor. Entre sus discípulos se encuentra Théodore Géricault.
Fue miembro de la Academia de Bellas Artes y caballero de la Legión de Honor.

## Galería

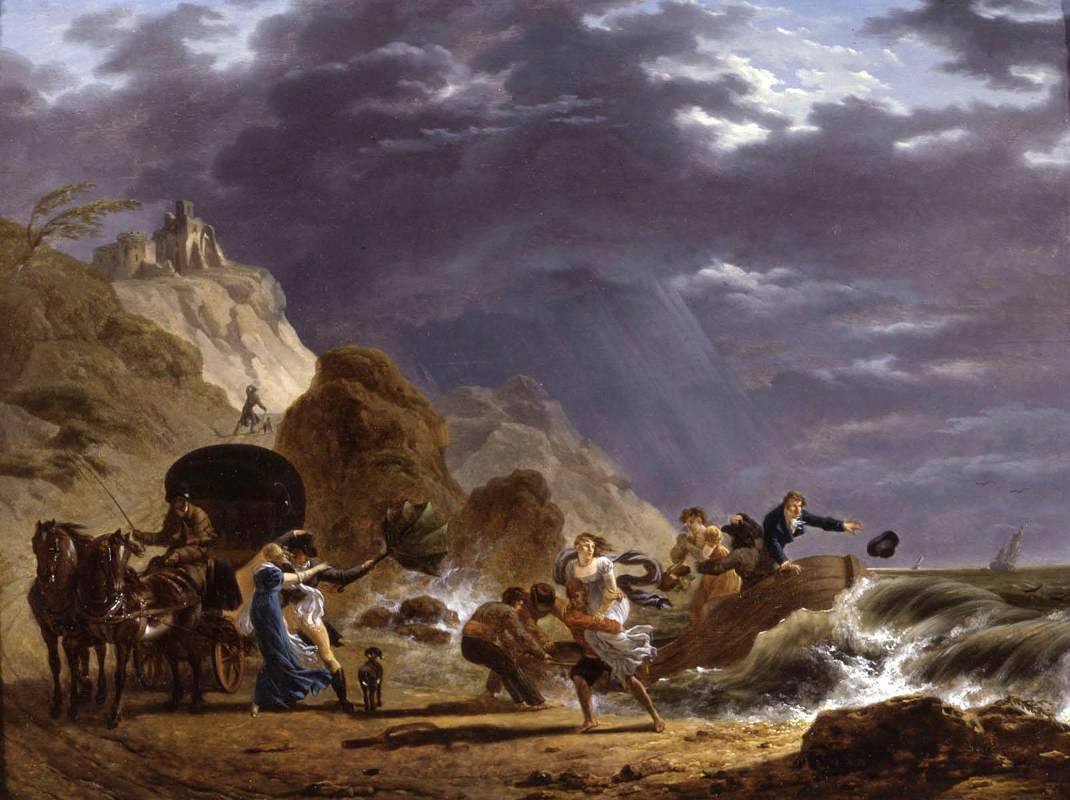
Llegada de emigrantes a la costa francesa con la duquesa de Berry
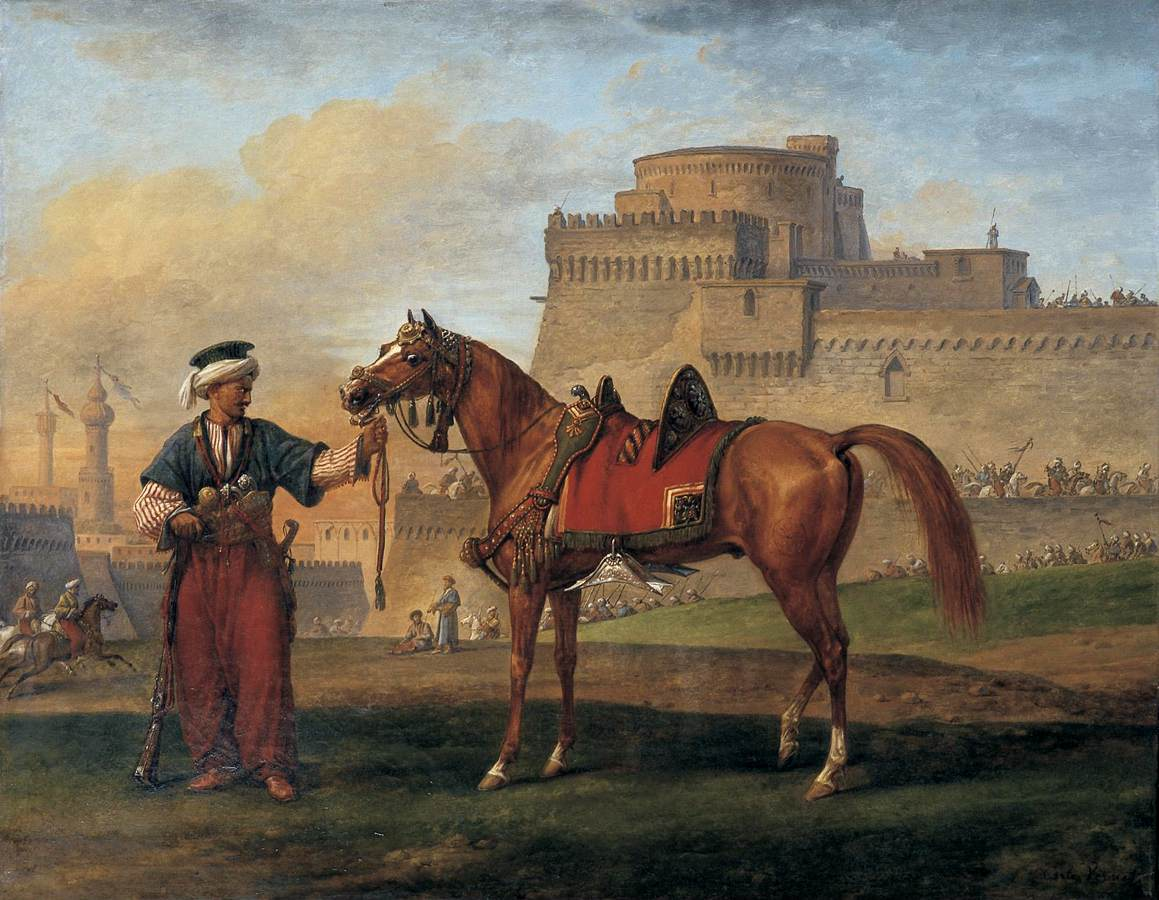
Un mameluco conduciendo su caballo
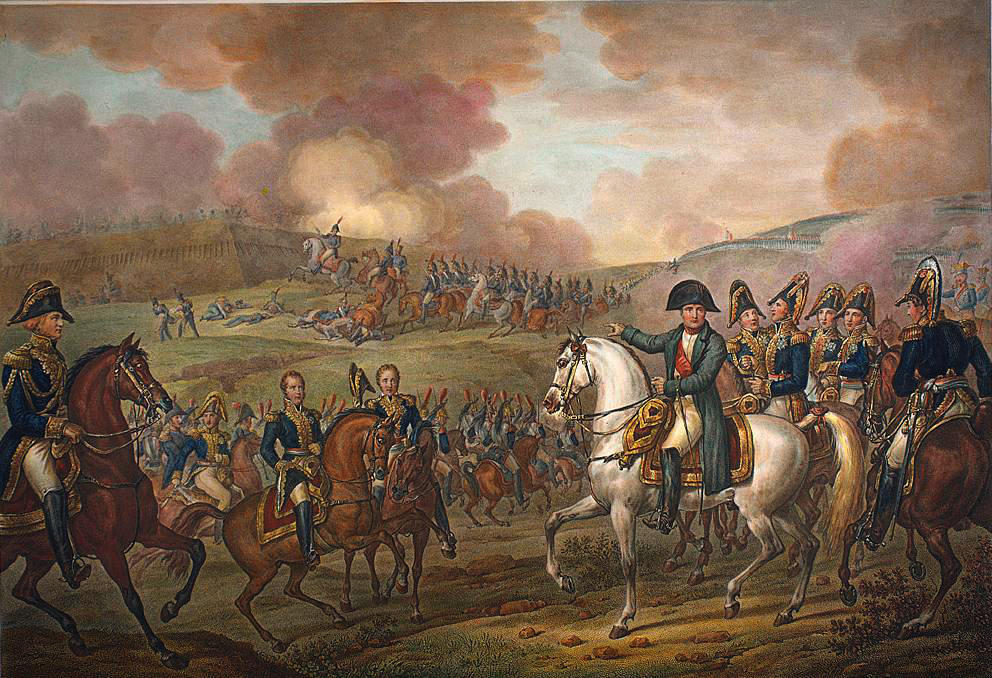
Napoleón en la batalla de Borodino
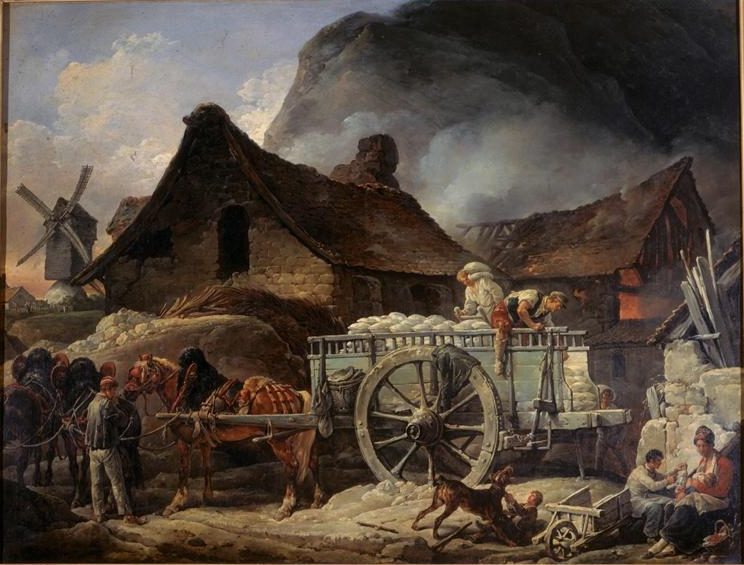
El horno de escayola, en Montmartre
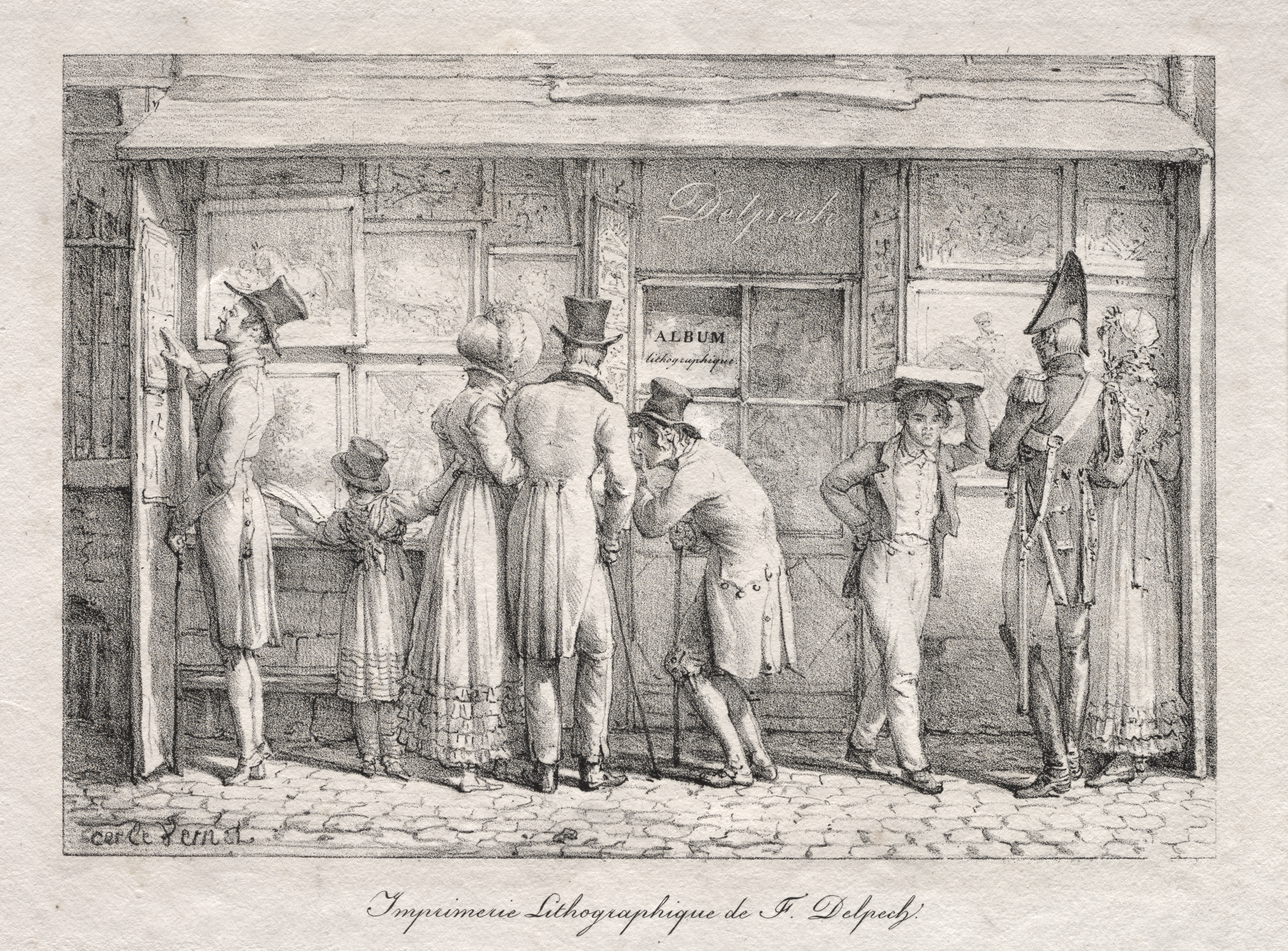
Imprenta litográfica de F. Delpech